# 강시후
강시후(姜時厚, 2009년 3월 13일 ~ )는 대한민국의 골프 선수이다. 강호동의 아들이기도 하다.

## 학력
| 연도          | 학교           | 학과 | 비고 |
| ------------- | -------------- | ---- | ---- |
| 2017년~2022년 | 압구정초등학교 |      | 졸업 |
| 2023년~       | 압구정중학교   |      | 졸업 |